# Pam Bondi

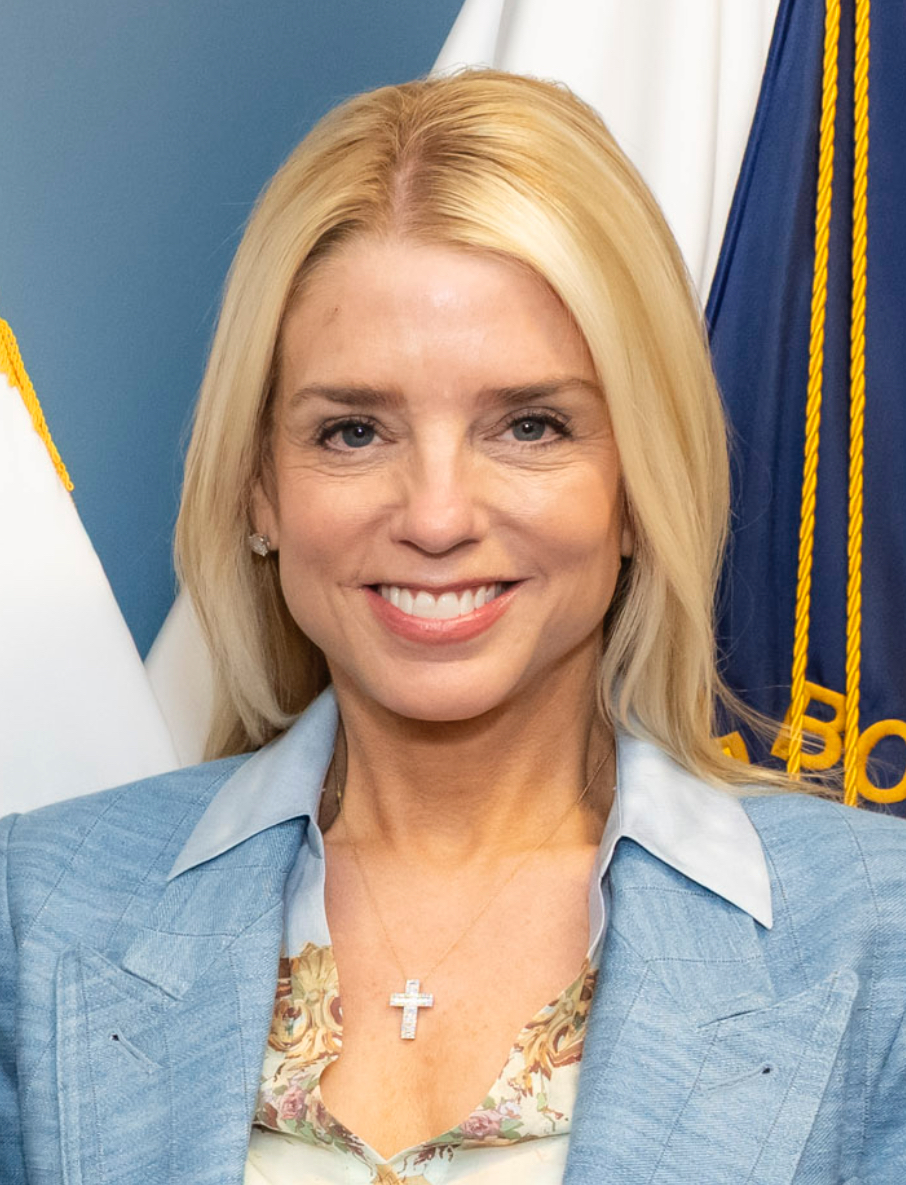
Pam Bondi (2025)

Pamela Jo „Pam“ Bondi (* 17. November 1965 in Tampa) ist eine US-amerikanische Juristin und Politikerin. Sie war von 2011 bis 2019 Attorney General von Florida. Bondi war die erste Frau, die dort in dieses Amt gewählt wurde. Anschließend war sie als Lobbyistin und als Anwältin für Donald Trump tätig. Seit Februar 2025 ist sie Justizministerin der Vereinigten Staaten.

## Leben

### Kindheit und Jugend, Ausbildung
Bondi wuchs in Temple Terrace, Florida, und ihrer Geburtsstadt Tampa auf. Ihr Vater Joseph Bondi war Stadtratsmitglied und dann Bürgermeister von Temple Terrace. Nach ihrem Highschoolabschluss in Tampa schloss Bondi 1987 ihr Studium der Strafjustiz an der University of Florida mit einem Bachelor ab. Sie war Mitglied der Sorority-Studentenverbindung Delta Delta Delta. Bondi erwarb 1990 einen Juris Doctor an der Stetson Law School in Gulfport (Florida) und wurde 1991 als Rechtsanwältin in Florida zugelassen.

### Parteimitgliedschaft und Staatsanwältin
Bis zum Jahr 2000 war sie Mitglied der Demokratischen Partei. Sie wechselte im selben Jahr zur Republikanischen Partei.
Während des Jurastudiums machte sie ein Praktikum bei der Staatsanwaltschaft des Hillsborough County. Nach ihrem Studium war sie  achtzehn Jahre Staatsanwältin im Hillsborough County. Der Öffentlichkeit wurde sie in dieser Zeit als Anklägerin in Mordprozessen bekannt. Unter anderem vertrat sie die Anklage im Todesfall Martin Lee Anderson.

### Attorney General von Florida

Wahlergebnisse der Attorney-General-Wahl 2010. Die roten Counties stimmten für Bondi.

Im Jahr 2010 trat Pam Bondi bei der Attorney-General-Wahl in Florida an. Auch durch die Unterstützung Sarah Palins konnte sie sich in der republikanischen Vorwahl durchsetzen und war ein Favorit der Tea-Party-Bewegung. Schließlich gewann Bondi die Wahl zum Attorney General von Florida gegen den Demokraten Daniel Saul Gelber. Sie wurde damit als erste Frau in das Amt gewählt. Ihre Amtszeit begann im Januar 2011. In ihrer ersten Amtszeit leitete sie eine erfolglose Klage gegen das US-Gesundheitsministerium von Präsident Barack Obama. In dem Verfahren argumentierten Florida und 26 weitere Bundesstaaten, die individuelle Versicherungspflichtbestimmung des Patient Protection and Affordable Care Act (ACA) verstoße gegen die Verfassung. 2013 stellte sie ein Betrugsverfahren gegen Donald Trump wegen der Trump University ein. Sie bestritt einen Zusammenhang mit einer 25.000-Dollar-Wahlspende.
Im Jahr 2014 wurde sie für eine zweite Amtszeit wiedergewählt. Sie setzte sich dabei gegen den Demokraten George Henry Sheldon durch. Im Jahr 2018 schloss sich Florida 19 anderen republikanisch geführten Bundesstaaten in einer Klage an, um die Verbote des ACA aufzuheben, die es Krankenversicherungen untersagten, Menschen mit Vorerkrankungen höhere Prämien aufzuerlegen oder ihnen den Versicherungsschutz gänzlich zu verweigern.
In ihrer zweiten Amtszeit kam es zu zwei der tödlichsten Massenschießereien in Floridas Geschichte: Den Angriff auf den Pulse Nightclub in Orlando 2016 und den Amoklauf an der Marjory Stoneman Douglas Highschool 2018. Nach dem Anschlag in Orlando erklärte Bondi, dass sie die LGBT-Community schütze, wurde aber von dem CNN-Reporter Anderson Cooper kritisiert, dass dies das erste Mal sei, dass sie etwas Positives über die Mitglieder der Community sage. Nach der Schulschießerei forderte sie die Todesstrafe und setzte sich zusammen mit Gouverneur Rick Scott für die Anhebung des Alters für Schusswaffenkäufe in Florida ein. Als Attorney General war sie regelmäßiger Gast bei Fox News. Gegen Ende ihrer Amtszeit begann Bondi 2018 daneben als Co-Moderatorin der Fox-News-Talkshow The Five aufzutreten.
Während des Präsidentschaftswahlkampf 2015/2016 unterstützte die Floridianerin Bondi Donald Trump in seinem Vorwahlkampf anstatt des Mitfloridianers Marco Rubio. Sie begründete dies damit, dass sie Trump seit Jahren kenne und seine Führungsqualitäten schätze.

### Nach ihrer  Zeit als Attorney General von Florida
Sie blieb bis Januar 2019 Attorney General des Bundesstaats. Da sie nicht erneut gewählt werden konnte, trat sie im Januar 2019 der Lobbyfirma Ballard Partners bei, die enge Verbindungen zum amtierenden US-Präsidenten Donald Trump hatte. Dessen designierte Stabschefin in seiner zweiten Amtszeit Susie Wiles ist ein Partner von Ballard Partners. Sie begann als registrierte Lobbyistin für Katar zu arbeiten. Pam Bondi wirkte in Trumps erster Amtszeit in der Opioid and Drug Abuse Commission mit. Sie gehörte zum Anwaltsteam, das Trump im ersten Amtsenthebungsverfahren in den Jahren 2019 und 2020 vertrat. Bondi erhielt den Sonderstatus einer Regierungsangestellten, der es ihr ermöglichte, gleichzeitig für die Regierung und als Lobbyistin zu arbeiten. Im Dezember 2020 berief Trump Bondi in den Stiftungsrat des John F. Kennedy Center for the Performing Arts.
Bondi sprach bei der Republican National Convention 2020 und behauptete, dass eine Präsidentschaft Joe Bidens nur Familienangehörigen wie Hunter Biden nützen würde, wobei sie sich bei den Korruptionsvorwürfen auf unzutreffende Umstände stützte. Nach der Präsidentschaftswahl 2020 vertrat sie Trump vor Gerichten in Pennsylvania und konnte einen Erfolg erzielen, als ein Gericht urteilte, dass Wahlbeobachter im Philadelphia County aus kürzerem Abstand kontrollieren durften. Bondi trat im August 2023 bei Fox News auf und versprach Sean Hannity mit Blick auf die damals laufenden Strafverfahren für Trumps zweite Amtszeit, dass „Ankläger angeklagt würden“ (prosecutors will be prosecuted). Sie behauptete weiter, dass die Anklage gegen Trump auf einen Deep State zurückzuführen seien. Joe Biden würde wegen angeblichen Nutznießung vom Amt zur Verantwortung gezogen werden. Bondi war bis 2025 in leitender Stellung beim America First Policy Institute, eine Pro-Trump-Denkfabrik.

### Justizministerin der Vereinigten Staaten
Pam Bondi wurde am 21. November 2024 von Trump für sein zweites Kabinett als United States Attorney General nominiert, nachdem der ursprüngliche Kandidat Matt Gaetz auf seine Ernennung verzichtet hatte. Der Senat bestätigte ihre Nominierung und seit dem 4. Februar 2025 ist sie Justizministerin der Vereinigten Staaten.

### Privates
Bondi heiratete erstmals im Jahr 1990; die Ehe wurde nach 22 Monaten geschieden. 1996 heiratete sie erneut; diese Ehe wurde 2002 aufgelöst. 2012 wurde in der Presse über eine neuerliche Verbindung mit einem verwitweten Augenarzt berichtet.

## Kontroversen
Ab 2010 sorgten Verbindungen zu Scientology und Spendenaktionen, die Scientologen für Bondis Wahlkampagnen organisierten, für Aufmerksamkeit. Bondi rechtfertigte diese Kontakte und ihre Reden vor führenden Scientologen mit der Behauptung, die Gruppe wolle ihr dabei helfen, gegen den Menschenhandel vorzugehen.
Im Jahr 2011 setzte Bondi zwei Anwälte, die im Rahmen ihrer Arbeit für die Wirtschaftskriminalitätsabteilung von Florida gegen das Unternehmen Lender Processing Services ermittelten, unter Druck zurückzutreten. Nach den Rücktritten erhielt Bondi Wahlkampfspenden von Lender Processing Services. Sie bestritt jegliches Quid pro quo.
Im Jahr 2013 überredete Bondi Gouverneur Rick Scott, eine geplante Hinrichtung zu verschieben, da diese mit einer Spendenveranstaltung von ihr kollidierte. Bondi erhielt eine gesetzeswidrige Wahlkampfspende von der Donald J. Trump Stiftung. Vor der Spende hatte Bondi als Attorney General mindestens 22 Betrugsbeschwerden bezüglich der Trump University erhalten. Ein Sprecher von Bondi gab bekannt, dass ihr Büro erwäge, sich einer Klage des New Yorker Attorney General Eric Schneiderman anzuschließen, in der es um mögliche Anklagen wegen Steuerbetrugs gegen Trump ging. Vier Tage später erhielt ihr Wahlkampfkonto von der Stiftung eine Spende in Höhe von 25.000 US-Dollar. Bondi erklärte danach, dass sich Florida der Klage gegen die Trump University nicht anschließen werde. Die Korruptionsbekämpfungsorganisation Citizens for Responsibility and Ethics in Washington reichte wegen der Spende eine Beschwerde bei der US-Bundessteuerbehörde (IRS) ein. Die IRS stellte fest, dass die Spende gesetzeswidrig war. Weder Bondi noch ihre Wahlkampforganisation wurden jedoch mit einer Geldstrafe belegt oder strafrechtlich belangt.
Noch während der Stimmenauszählung zur US-Präsidentschaftswahl 2020 behauptete Bondi, ohne dafür belastbare Fakten anzugeben, dass es in den Bundesstaaten Georgia, Pennsylvania und Wisconsin zu groß angelegtem Wahlbetrug zu Lasten von Trump gekommen sei (Big Lie). Im Laufe des ersten Amtsenthebungsverfahren gegen Trump erhob Bondi den Vorwurf, US-Präsident Joe Biden sei in seiner Zeit als Vizepräsident mit seinem Sohn Hunter in Korruption in der Ukraine verwickelt gewesen. Im Laufe des Amtsenthebungsverfahrens wurde publik, dass Lev Parnas (ein Geschäftsmann mit engen Verbindungen zur Ukraine) im Jahr 2018 mehrere Treffen mit Bondi hatte, als sie Attorney General von Florida war. 2019 wurde Parnas verhaftet und beschuldigt, illegal ausländisches Geld von Ukrainern und Russen an republikanische Politiker weitergeleitet zu haben, insbesondere nach Florida.